# Personaggi di Red Dead Redemption
Questa voce raccoglie i personaggi che compaiono nel videogioco Red Dead Redemption (2010).

## Protagonisti

### John Marston
- Voce di: Rob Wiethoff[1]
- Anno di nascita: 1873
- Anno di morte: 1911
- Prima apparizione: Esodo in America
- Ultima apparizione: L'ultimo nemico che sarà distrutto

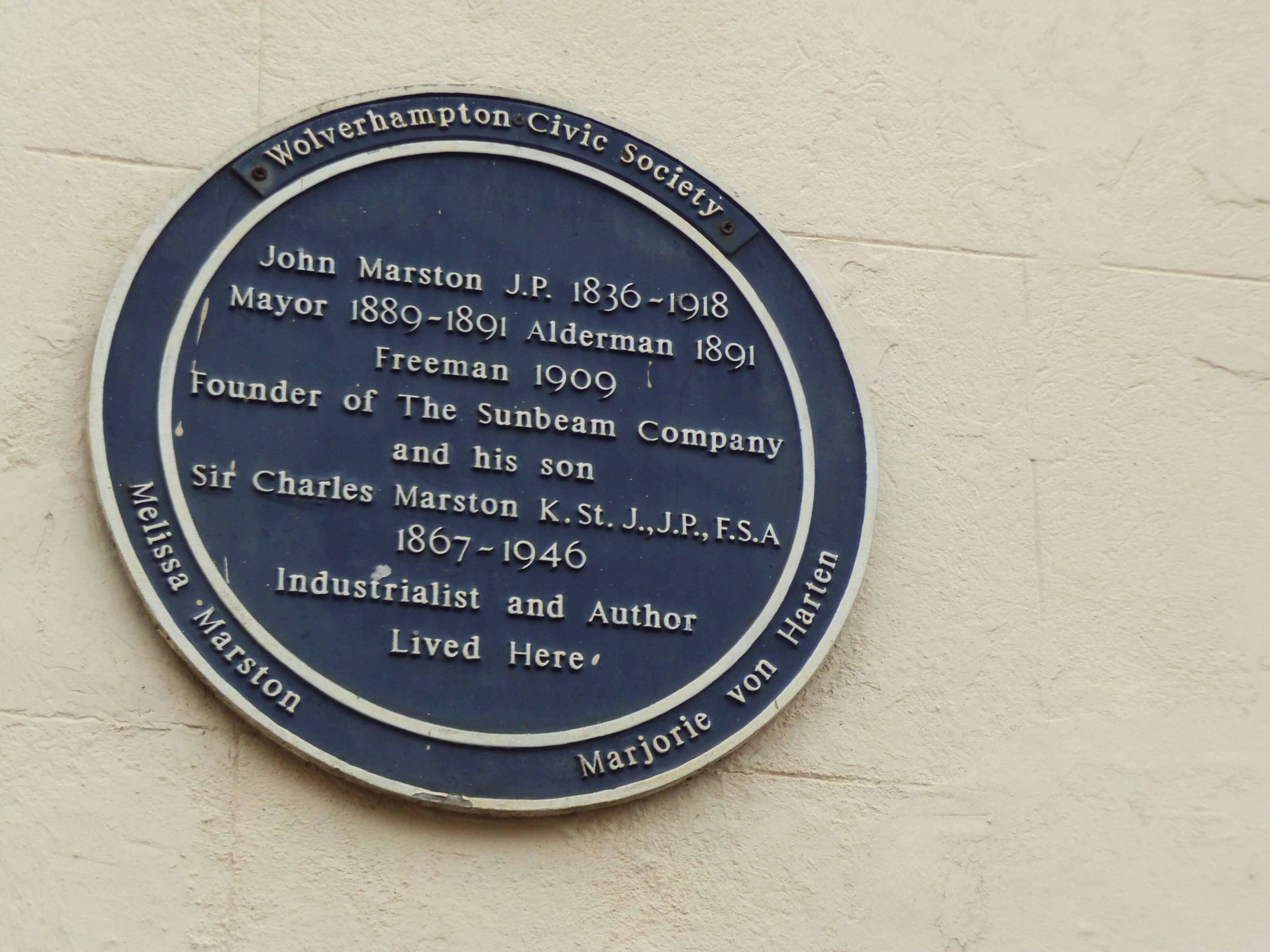
John Marston

John Marston è il primo personaggio controllabile dal giocatore all'interno del gioco. Nasce nel 1873, figlio di un immigrato scozzese e di una prostituta. Rimane orfano all'età di otto anni quando il padre muore in una rissa da bar. In seguito vive per alcuni anni in un orfanotrofio fin quando non scappa e incomincia a vivere per strada. Si unirà così, a una gang comandata da un uomo molto carismatico chiamato Dutch van der Linde. Dutch insegna a John a leggere e a usare le armi. Della gang fanno parte anche Hosea Matthews, Arthur Morgan, Bill Williamson, Javier Escuella e Abigail Roberts, una prostituta di cui John si innamora e che sposerà. La gang si macchia di molti crimini ma, secondo quanto dice John, aveva degli ideali e voleva migliorare le cose rubando ai ricchi e potenti per dare ai poveri e bisognosi. Comunque, durante una rapina a un treno nel 1899, Marston viene colpito e lasciato a morire dai suoi compagni. Marston riesce a sopravvivere, ma decide di cambiare vita e diventare onesto. Con sua moglie, Abigail, e suo figlio, Jack, Marston si ritira in un ranch per vivere in pace. Ha anche una figlia che muore in circostanze non chiare. Dopo alcuni anni in cui la vita di John scorre tranquilla, due agenti federali, Edgar Ross e Archer Fordham, rapiscono sua moglie e il figlio minacciando di ucciderli se non si fosse messo sulle tracce dei suoi vecchi compagni di banda. John non ha scelta e si vede costretto a ubbidire.
John viene mandato ad Armadillo dove incontra un uomo, di nome Jake, che gli farà da guida portandolo a Fort Mercer: un fortino dove Bill Williamson si nasconde insieme alla sua nuova banda. John cerca ingenuamente di parlare pacificamente con Bill, ma il solo risultato che ottiene è quello di farsi sparare e di essere abbandonato per strada. Per fortuna, viene trovato da una donna Bonnie MacFarlane che lo porta da un dottore e lo ospita nel suo ranch. John, quindi, organizza un attacco a Fort Mercer aiutato dallo sceriffo di Armadillo Leigh Johnson e da altri personaggi come Nigel West Dickens, Seth Briars e l'Irlandese che aiutano il protagonista in vari modi. John e i suoi alleati attaccano Fort Mercer sterminando la banda, ma Bill riesce a scappare. Marston interroga un superstite della gang e capisce che Bill è scappato in Messico ed è aiutato da Javier Escuella, un altro ex membro della banda di Dutch.
John segue Bill nella regione chiamata Nuevo Paraiso in Messico. Lì, si trova in mezzo a una guerra tra l'esercito messicano (capeggiato dal colonnello Agustín Allende) e i ribelli guidati dal carismatico Abraham Reyes. John, cercando aiuto per trovare Williamson ed Escuella, lavora inizialmente per entrambe le parti. Ma dopo che viene tradito da Allende si schiera definitivamente da parte dei ribelli, scoprendo che proprio Allende sta proteggendo Williamson ed Escuella. John insieme ai rivoltosi assalta El Presidio, un forte del esercito messicano, dove si nasconde Javier Escuella. Qui, il giocatore può decidere se catturare o uccidere Escuella. In qualunque caso, Escuella verrà consegnato agli agenti federali. Infine, John e Reyes con i suoi ribelli assaltano il palazzo dove Allende si rifugia con Williamson nella città di Escalera, riuscendo a uccidere entrambi.
John torna nella città di Blackwater dove incontra i due agenti federali Edgar Ross e Archer Fordham. Qui, scopre che il suo lavoro non è ancora finito: deve uccidere il suo vecchio capobanda Dutch van der Linde. Infatti Dutch si trova in quella zona e ha formato una nuova gang composta da nativi americani. John, con l'aiuto di un indiano Nastas, scopre l'ubicazione del covo della banda di Dutch e lo assalta con l'aiuto dell'esercito statunitense. Marston si ritrova finalmente a faccia a faccia con Dutch, che dopo un toccante monologo, capendo di non avere più vie di fuga, si suicida. Il compito di John è terminato, la sua famiglia viene liberata, e può tornare finalmente a casa. Qui comincia a vivere come ha sempre desiderato, occupandosi del ranch e della famiglia. Ma dopo pochi giorni il ranch viene attaccato dall'esercito americano guidato da Edgar Ross. L'obiettivo di Ross è ben chiaro: vuole uccidere John, che nonostante abbia lavorato per lui, e ora non sia più un criminale, rimane di fatto un ex membro della banda di Dutch e per il suo "passato sporco" deve pagare.
John cerca di difendere eroicamente la sua famiglia e riesce a mettere in salvo sua moglie e suo figlio. Rimasto solo nel fienile, John affronta a testa alta i soldati, ma cade inevitabilmente sotto i colpi dei nemici. Il suo corpo sarà sepolto da Jack e Abigail vicino al loro ranch nel 1911.
In Undead Nightmare, John scopre che nella regione si è diffuso un virus che riporta in vita i morti sotto forma di zombie. All'inizio la famiglia viene attaccata da uno Zio non morto, che riesce ad infettare Jack ed Abigail prima di essere ucciso da John con un colpo di doppietta alla testa. Dopo aver legato e rinchiuso in casa Jack ed Abigail, John cavalca fino a Blackwater, per cercare un dottore. Ma trova la città apparentemente deserta con evidenti segni di battaglia. John incontra Harold MacDougal, che è tornato da Yale per un'altra ricerca. Ma il professore viene quasi subito attaccato e infettato da un non morto Nastas. Dopo aver ucciso entrambi, John incontra una ragazza che gli spiega che i non morti provengono dal cimitero della città e che dovrebbe bruciare le bare contenenti i morti e uccidere tutti gli zombie tornati in vita. Così John, dopo aver ripulito il cimitero e la città dai rimanenti non morti, apprende da alcuni sopravvissuti che l'epidemia potrebbe essere stata causata da Nigel West Dickens, Seth Briars o dai messicani. Così John viaggia per il New Austin e fa visita ad entrambi. Ma sia Nigel sia Seth non hanno idea di che cosa possa aver scatenato il virus. Quindi a John non rimane altra scelta che andare in Messico per cercare una risposta. Dopo essersi procurato un uniforme dell'esercito, John si finge un soldato e così riesce ad attraversare la frontiera e raggiungere lo Stato. John apprende da una suora che Abraham Reyes potrebbe essere il responsabile dell'epidemia. Così John si reca nella sua villa ad Escalera e scopre che anche lui è stato infettato. John uccide Reyes e salva così una ragazza che stava per essere morsa da lui. La ragazza rileva che la ragione del virus è che Reyes ha profanato le catacombe sotto la villa rubando un'antica maschera azteca e ciò ha sconvolto l'ordine naturale delle cose e liberato l'orda dei non morti. John e la ragazza si recano così nelle tombe e restituiscono la maschera. La ragazza si rileva essere la dea azteca Ayauhteotl e scompare. John ritorna finalmente a casa e scopre che la sua famiglia è stata curata. Qualche tempo dopo, John verrà ucciso normalmente da Edgar Ross. Ma nel frattempo Seth ruba nuovamente la maschera antica, risvegliando tutti i morti, tra cui John. Tuttavia John, essendo stato sepolto con un'ampolla di acqua santa, ritorna in vita mantenendo la sua anima e le sue capacità, permettendo al giocatore di completare tutte le missioni secondarie.

### Jack Marston
- Voce di: Josh Blaylock[1]
- Anno di nascita: 1895
- Anno di morte: ?
- Prima apparizione: Il ritorno del fuorilegge

Jack Marston è il figlio di John e Abigail Marston. Vive i suoi primi anni con il padre e la madre all'interno della banda di Dutch. Ma dopo una rapina andata male, la famiglia si trasferisce in un ranch e la loro vita cambia radicalmente. Nel 1911, Jack viene rapito insieme alla madre da alcuni agenti federali che vogliono che il padre catturi i suoi vecchi compagni di banda. Solo dopo la morte di Dutch, finalmente Jack e Abigail vengono liberati e possono tornare a casa con John. John cerca di migliorare il rapporto con Jack insegnandogli a cacciare e a governare il gregge. Ma pochi giorni dopo il ranch viene attaccato dall'esercito americano guidato da Edgar Ross. John cerca di difendere eroicamente la sua famiglia e riesce a mettere in salvo sua moglie e suo figlio. Quando Jack e Abigail tornano al ranch trovano il corpo morto di John, che ha dato la vita per salvare la sua famiglia.
Tre anni dopo, Jack ha perso anche sua madre e medita vendetta verso l'uomo che prima si è servito di John e poi lo ha ucciso quando non gli serviva più: Edgar Ross. A questo punto il giocatore prende il comando di Jack, che si mette sulle tracce di Ross. Scopre che è in pensione, e fingendosi un suo ex collega si fa dire dalla moglie di Ross dove si trova. Riesce così a sorprenderlo mentre sta pescando. Dopo un breve dialogo Jack sfida a duello Ross, riuscendo a ucciderlo e vendicando così la morte del padre.
In Undead Nightmare, Jack viene infettato da una non morta Abigail Marston. Viene così legato e rinchiuso in casa dal padre John che cerca una cura per l'epidemia zombie. Alla fine del gioco, la malattia di Jack e della madre viene curata e così possono continuare a vivere felici con John.

## Alleati

### Abigail Marston
- Voce di: Sophia Marzocchi[1]
- Anno di nascita: 1877
- Anno di morte: 1914
- Prima apparizione: Il ritorno del fuorilegge
- Ultima apparizione: L'ultimo nemico che sarà distrutto

Abigail Marston, nata Roberts,  vive i suoi primi anni in vari orfanotrofi e poi per strada, dove diventa una prostituta. Viene accolta nella gang di Dutch Van der Linde, dove incontra John Marston che sposerà e con cui avrà un figlio: Jack. Dopo che John decide di lasciare la gang di Dutch, Abigail andrà a vivere insieme a lui e suo figlio in un ranch a Beecher's Hope. Quindi Abigail smette di essere una prostituta e si dedica a suo marito e a suo figlio. Dopo alcuni anni però viene rapita insieme a Jack da alcuni agenti federali che volevano che il marito catturasse i suoi vecchi compagni di banda. Imprigionata con suo figlio, Abigail cerca di difendere sé stessa e suo figlio. Solo dopo la morte di Dutch, finalmente Jack e Abigail vengono liberati e possono tornare a casa con John. Abigail vive alcuni giorni felici con la famiglia, ma pochi giorni dopo il ranch viene attaccato dall'esercito americano guidato da Edgar Ross. John cerca di difendere eroicamente la sua famiglia e riesce a mettere in salvo Abigail e suo figlio. Quando Jack e Abigail tornano al ranch trovano il corpo di John ucciso. Abigail vivrà con suo figlio soltanto per altri tre anni, infatti nel 1914 morirà a causa della tubercolosi. Il suo corpo sarà sepolto da Jack accanto a quello di John.
In Undead Nightmare, Abigail viene morsa e infettata da uno Zio non morto e diventa a sua volta uno zombie. Subito dopo, fa lo stesso con il figlio Jack. John lega entrambi e li rinchiude in casa per cercare una cura all'epidemia. Alla fine del gioco, la malattia di Jack e della madre viene curata e così possono continuare a vivere felici con John.

### Zio
- Voce di: Spider Madison[1]
- Anno di nascita: 1838
- Anno di morte: 1911
- Prima apparizione: Il ritorno del fuorilegge
- Ultima apparizione: L'ultimo nemico che sarà distrutto

Zio (il vero nome è sconosciuto) è un uomo anziano che, insieme a John Marston, ha fatto parte della gang di Dutch Van der Linde. Nel 1907 John gli offre di venire ad abitare nel suo ranch in cambio del suo aiuto nelle faccende quotidiane. Non è imparentato in alcun modo con John e "Zio" è solo un soprannome datogli dalla famiglia Marston. Sarà proprio lo Zio ad "occuparsi" del ranch durante l'assenza della famiglia Marston. Non farà esattamente un buon lavoro, passando le giornate a bere e a dormire e lasciando che il bestiame venga ucciso da lupi e il resto rubato dai banditi. John lo disprezzerà molto per questo e dopo il suo ritorno lo terrà sempre d'occhio. Lo Zio avrà modo di rifarsi durante la battaglia contro l'esercito americano, dove combatte eroicamente insieme a John e finirà per essere ucciso nel corso della sparatoria. Il suo corpo sarà seppellito vicino alla tomba di John.
In Undead Nightmare, lo Zio è il primo non morto ad attaccare John. Riesce a mordere ed infettare Abigail (che successivamente infetterà Jack) prima di essere ucciso da John con un colpo di doppietta alla testa.

### Bonnie MacFarlane
- Voce di: Kimberly Irion[1]
- Anno di nascita: 1884
- Anno di morte: ?
- Prima apparizione: Esodo in America
- Ultima apparizione: Vecchi amici, nuovi problemi

Bonnie MacFarlane è una giovane mandriana che, insieme al padre Drew MacFarlane, possiede un grande ranch nel territorio di Hennigan's Stead di cui si occupa attivamente. Bonnie è l'unica donna della famiglia e ha avuto ben sei fratelli che sono morti tutti eccetto uno: Patrick, che è diventato un banchiere e ha lasciato la famiglia per andare a vivere nella civiltà. Bonnie ha 27 anni, ma non si è ancora sposata, perché ha sempre rifiutato i potenziali mariti. L'ultimo, Amos, un mandriano che lavora nel ranch, è stato rifiutato da Bonnie perché ritenuto selvaggio e grezzo.
Sarà proprio Bonnie a trovare John Marston ferito per strada e a salvarlo portandolo da un dottore. Bonnie lo ospiterà pure nel suo ranch. John ricambierà aiutando per qualche giorno Bonnie nei suoi lavori al ranch, imparando molte cose sulla vita da mandriano. Quando Bonnie viene rapita dagli uomini di Bill Williamson, John, insieme allo sceriffo, subito si precipita a cercare di salvarla. E dopo una lunga sparatoria John riesce a liberare Bonnie un attimo prima che venga impiccata. Dopo la ricongiunzione della famiglia Marston, John incontra di nuovo Bonnie quando, con Jack, si reca nel suo ranch per comprare un po' di bestiame. Pochi giorni dopo, Bonnie invierà un telegramma a John per farsi mandare un po' di grano in quanto la scorta dei MacFarlane è stata mangiata da falene, coleotteri e corvi. John, così, parte con un carro carico di sacchi di grano con Abigail per aiutare l'amica. Compiuta la missione, quando il carro con John e Abigail si allontana, Bonnie è visibilmente triste vedendo la coppia insieme, dimostrando che provava in fondo qualcosa per John. Caduta la possibilità di conquistare John, Bonnie accetterà Amos.
In Undead Nightmare, John incontra Bonnie nel suo ranch e l'aiuta a difenderlo dall'orda dei non morti. Bonnie rivela a John che suo padre (Drew) è rinchiuso da un giorno intero nel fienile per tenere a bada i non morti, John offre il suo aiuto a Bonnie e raggiunge il fienile. Purtroppo scopre che Drew è diventato uno zombie ed è costretto ad ucciderlo. Dopo aver dato la notizia a Bonnie, i due si salutano.
Bonnie appare anche in "Red Dead Online" di Red Dead Redemption 2 che affiderà delle missioni al protagonista solamente se avrà un onore alto.

### Drew MacFarlane
- Voce di: Chuck Kelley[2]
- Anno di nascita: ?
- Anno di morte: ?
- Prima apparizione: Cavalli selvaggi, passioni domate
- Ultima apparizione: Il ritorno del fuorilegge

Drew MacFarlane è il padre di Bonnie e di altri sei maschi (cinque dei quali sono morti). È il proprietario dell'omonimo ranch nella regione di Hennigan's Stead, che lui stesso ha costruito con sudore e duro lavoro. È un uomo molto onesto e non vede di buon occhio i segreti di John e i suoi legami con il governo federale, ma è ben disposto ad ospitarlo. Dopo che John salverà prima il suo fienile da un incendio e dopo sua figlia Bonnie, Drew cambierà opinione su di lui.
In Undead Nightmare, Drew viene infettato dai non morti mentre stava cercando di difendere il suo ranch. Bonnie chiede a John di andare a cercare suo padre dopo che è scomparso per un giorno. Così John scopre il non morto Drew nel fienile ed è costretto ad ucciderlo.

### Leigh Johnson
- Voce di: Anthony De Longis[1]
- Anno di nascita: 1861
- Anno di morte: ?
- Prima apparizione: Realtà politiche ad Armadillo
- Ultima apparizione: L'assalto a Fort Mercer

Leigh Johnson è lo sceriffo della città di Armadillo. Della sua vita si sa poco: nasce nel 1861 e aveva una moglie, chiamata Priscilla, che ha perso il 23 aprile 1903 in circostanze sconosciute. Ha due soci: Jonah ed Eli. È un uomo duro, furbo, coraggioso e rispettoso della legge. Johnson incontra John quando arriva ad Armadillo, cercando aiuto per catturare Williamson. Marston aiuta lo sceriffo a combattere alcune bande di criminali come quella di Walton o quella dei ladri di bestiame di Pike's Basin. Insieme, salveranno anche Bonnie MacFarlane dopo che è stata rapita dalla banda di Bill Williamson. Johnson ricambierà John aiutandolo ad attaccare Fort Mercer insieme ai suoi soci. Grazie a un giornale si sa che nel 1914 andrà in pensione, andando il più lontano possibile da Armadillo.
In Undead Nightmare, John incontra Leigh Johnson ad Armadillo dove sta cercando di proteggere la città dai non morti. Lo sceriffo chiede a John di cercare i suoi vice scomparsi. John trova Jonah ed Eli infettati e li uccide entrambi. Leigh Johnson ricompensa John con un fucile a canne mozze.

### Nigel West Dickens
- Voce di: Don Creech[1]
- Anno di nascita: 1843
- Anno di morte: ?
- Prima apparizione: Il blues del vecchio truffatore
- Ultima apparizione: Portare gli uni i pesi degli altri

Nigel West Dickens è un venditore di tonici che dovrebbero curare da ogni malanno, rendere più forti e più abili le persone che li bevono. Ovviamente i tonici non fanno niente di tutto questo, West Dickens è solo un vecchio imbroglione che si spaccia per uomo di scienza e si serve della sua parlantina per truffare gli ignari e ignoranti contadini del New Austin. John Marston lo trova un giorno svenuto in una landa desolata e decide di salvarlo portandolo da un dottore e proteggendolo da persone che Nigel aveva truffato. West Dickens promette a John di aiutarlo nella lotta contro Williamson, ma prima approfitterà molte volte di John, usando le sue abilità per dimostrare l'efficacia dei suoi tonici o per vincere delle corse a cavallo. Comunque al momento dell'assalto a Fort Mercer fa il suo dovere: entra nel forte fingendo di voler vendere dei tonici, ma nel suo carro ci sarà John con una mitragliatrice pronto a sbucare fuori per aprire il fuoco sui banditi. Prima della partenza di John per il Messico, Nigel dice che vorrebbe trasferirsi a Pechino, ma alcuni mesi dopo, John lo incontrerà a Blackwater, dove è stato arrestato per distribuzione illecita di narcotici. John convincerà Edgar Ross a liberarlo.
In Undead Nightmare, John incontra Nigel a Fort Mercer mentre sta cercando di vendere una cura per l'epidemia zombie. In realtà la "cura" è una sostanza che attira gli zombie. Nigel chiede a John di raccogliere quattro bucaneve e quattro salvie del deserto. Con queste piante, Nigel costruisce dei rivestimenti al fosforo per i proiettili, che si rilevano ottimi per uccidere gli zombie. Nigel chiede ancora a John di trovare alcuni oggetti, con i quali costruisce una nuova arma: l'archibugio. Infine Nigel consiglia John di andare in Messico, e che per farlo dovrebbe procurarsi un uniforme dell'esercito americano.

### Seth Briars
- Voce di: Kevin Glikmann[1]
- Anno di nascita: 1860
- Anno di morte: ?
- Prima apparizione: L'esumazione e altri simpatici hobby
- Ultima apparizione: L'assalto a Fort Mercer

Seth Briars è un cacciatore di tesori talmente ossessionato dalla sua ricerca da abbandonare tutto: moglie, figli e lavoro. Si trova in uno stato pietoso: magro, sporco (non si lava da sei mesi), mezzo pazzo e affetto da schizofrenia. Seth si è ridotto addirittura a riesumare morti in cerca di fantomatici tesori e odia avere rapporti con i vivi. Seth è stato tradito dal suo ex socio Moses Forth, che gli ha rubato la metà della mappa che avevano faticosamente trovato insieme. La mappa ovviamente dovrebbe rivelare l'ubicazione di un grosso tesoro. John, su consiglio di Nigel West Dickens, trova Seth e gli offre il suo aiuto. Così, Seth e John trovano Moses che, sotto minaccia, gli rivela dove si trova la metà della mappa che aveva rubato. In seguito, Seth troverà l'altra metà addosso a un morto. Così Seth capisce che il tesoro è nascosto a Tumbleweed, una città fantasma abbandonata. Insieme a John, si recheranno lì, dovendo contemporaneamente respingere gli attacchi di cacciatori di tesori concorrenti. Seth riesce a trovare lo scrigno dove dovrebbe esserci il tesoro, ma vi trova soltanto un vecchio occhio di vetro. Frustrato, accetta comunque di aiutare John nell'assalto a Fort Mercer dove, grazie alle sue conoscenze con la banda di Williamson, riesce a entrare nel forte e a distrarre i banditi. Grazie a uno dei giornali del gioco si scopre che nel 1914, Seth è riuscito a trovare un tesoro che lo ha reso milionario.
In Undead Nightmare, John incontra Seth mentre sta giocando a carte con un non morto Moses Forth. Seth è molto contento della situazione e sembra divertirsi molto con gli zombie che stranamente non l'attaccano mai. Quando John chiede a Seth una soluzione per l'epidemia, lui gli suggerisce di ripulire tutti i cimiteri del New Austin. Alla fine del gioco Seth ruba la maschera azteca, scatenando ancora una volta l'epidemia zombie.

### Irlandese
- Voce di: Kharrison Sweeney[1]
- Anno di nascita: ?
- Anno di morte: 1914
- Prima apparizione: "Un gallese, un francese e un irlandese"
- Ultima apparizione: Saremo assieme in paradiso

Semplicemente conosciuto come "Irlandese", è un amico di Nigel West Dickens. Quest'ultimo lo presenterà a John nella speranza che gli possa procurare una mitragliatrice Gatling utile per l'assalto a Fort Mercer. È il classico ubriacone, è pigro e ha una scarsa memoria. John lo incontra proprio mentre due suoi vecchi amici, chiamati il Francese e il Gallese, stanno cercando di annegarlo. John lo salva, uccidendo i due aggressori. Dopo vari avvenimenti, John e l'Irlandese riusciranno a trovare la mitragliatrice (rubandola da una miniera). L'Irlandese non è molto abile nel sparare e infatti arriverà tardi il giorno dell'assalto a Fort Mercer perdendosi l'azione. In compenso, si offrirà per accompagnare John in Messico, dove dice di avere molte conoscenze. Ma non appena lui e John mettono piede in Messico vengono "accolti" a suon di piombo dai suoi ex soci. Fortunatamente John riesce a salvare entrambi. Dopo aver consigliato a John di cercare Landon Ricketts e il Capitano De Santa, l'Irlandese saluta John. Da un giornale si viene a sapere che è morto nel 1914 a Thieves' Landing dopo che si è sparato per sbaglio con la sua stessa pistola mentre era ubriaco.

### Landon Ricketts
- Voce di: Ross Hagen[1]
- Anno di nascita: 1851
- Anno di morte: 1914
- Prima apparizione: La tragedia del pistolero
- Ultima apparizione: Il convoglio di carri messicano

Landon Ricketts è un pistolero leggendario. Diventa famoso grazie alle sue abilità con la pistola e alle sue numerose gesta come l'uccisione dei fratelli Butcher nel 1896 e l'essere sopravvissuto al massacro di Blackwater nel 1899. Decide però di cambiare vita e di usare la pistola solo a fin di bene. Dunque, dopo una sparatoria nel 1902 si finge morto e lascia gli Stati Uniti, trasferendosi di nascosto in Messico nella città di Chuparosa. Diventa il salvatore della città, proteggendola dai banditi. Incontra così John Marston, di passaggio nella città, a cui insegnerà dei trucchi con la pistola. John, in cambio, aiuterà Ricketts a proteggere la città. Grazie a lui, John conosce Luisa Fortuna una donna ribelle vicina ad Abraham Reyes, a cui John salva la vita.
Landon Ricketts stesso dice che ha avuto una moglie che è morta in circostanze non spiegate. Negli ultimi anni della sua vita torna in America. Morirà nel sonno nel 1914.
In Undead Nightmare, Landon Ricketts si trova a Casa Madrugada, dove riesce a respingere da solo tutti i non morti senza alcuna difficoltà. Quando incontra John, Landon elenca tutte le cose brutte che ha visto nella vita, ma non ritiene che nessuna di esse sia comparabile a questa epidemia. Ricketts gli suggerisce di trovare un modo per attirare i non morti in un punto per poterli uccidere facilmente con dell'esplosivo. Così John gli porta l'esca di Nigel West Dickens e un po' di dinamite. Landon Ricketts combina i due elementi e crea l'esca esplosiva che John può usare come arma nel gioco.

### Luisa Fortuna
- Voce di: Francesca Galeas[1]
- Anno di nascita: 1892
- Anno di morte: 1911
- Prima apparizione: Landon Ricketts colpisce ancora
- Ultima apparizione: Il momento stabilito

Luisa è una giovane insegnante messicana che ha deciso di unirsi ai ribelli guidati da Abraham Reyes. Viene catturata dai soldati messicani e imprigionata all'interno di una prigione nelle caverne dietro El Matadero. Verrà salvata da John e Landon Ricketts. Grazie a lei, John inizierà a lavorare per la forza ribelle svolgendo vari compiti. Luisa è una donna forte e devota che crede fermamente nella rivoluzione e in Abraham Reyes. Crede di essere la promessa sposa di Reyes, ma in realtà lui addirittura quasi non si ricorda il suo nome. Morirà durante la battaglia finale in Escalera, quando cercando di liberare Reyes, viene uccisa dai soldati e dal sergente Raúl Zubieta. La sua morte verrà vendicata da John.

### Abraham Reyes
- Voce di: Josh Segarra[1]
- Anno di nascita: 1884
- Anno di morte: ?
- Prima apparizione: Il salvatore deve morire?
- Ultima apparizione: Il momento stabilito

Nato da una nobile famiglia, Reyes è il capo carismatico dei ribelli messicani. Egli mira a rovesciare il regime controllato dal generale Sanchez e a diventare il nuovo presidente del Messico. Grazie alla sua abilità nel parlare e al suo carisma, diventa molto popolare tra i suoi concittadini e riesce a formare un vero e proprio esercito. Viene considerato un uomo del popolo, ma disprezza donne come Luisa ovvero "popolane", affermando che mai potrebbe sposarsi con una di queste donne. Luisa, però, crede che presto diventerà sua moglie. John conosce Reyes quando deve salvarlo da un'esecuzione, dopo che era stato catturato dall'esercito messicano. In seguito, John aiuterà lui e i ribelli a conquistare il potere nella regione Nuevo Paraiso, comandata dal crudele colonnello Agustín Allende. Nell'assedio finale alla città di Escalera, dove si nascondono Allende e Williamson, Reyes verrà catturato di nuovo dai soldati e salvato da Luisa, che morirà nel tentativo, e da John. Insieme poi, riusciranno a uccidere Allende e Williamson.
Ottenuto il controllo nel Nuevo Paraiso e congedatosi da John, Reyes e il suo esercito marciano verso la capitale e cacciano il dittatore Sánchez. Reyes diventa così il nuovo presidente del Messico e promette un'onesta democrazia. Però dai giornali si viene a sapere che nel 1914, Reyes è ormai diventato un dittatore e un tiranno come il suo predecessore.
In Undead Nightmare, Reyes è il maggiore antagonista in quanto ha rubato un'antica maschera azteca da alcune catacombe sacre scatenando l'ira della dea azteca Ayauhteotl e causando l'epidemia zombie. John ucciderà un non morto Reyes nella sua villa privata ad Escalera.

### Harold MacDougal
- Voce di: Joe Ochman[1]
- Anno di nascita: 1868
- Anno di morte: ?
- Prima apparizione: Portare gli uni i pesi degli altri
- Ultima apparizione: Il ritorno del figliol prodigo (a Yale)

Harold MacDougal è un professore di antropologia all'università di Yale. Si vede costretto a trasferirsi a Blackwater dopo che è stato accusato da una commissione di depravazione e allontanato temporaneamente dall'università. Qui, sta studiando il comportamento dei nativi americani e ciò che li rende “diversi” dagli uomini che vivono nella civiltà. Per un uomo di scienza, si dimostra molto ignorante credendo che l'uomo bianco sia geneticamente superiore ai nativi. Fa anche frequente uso di cocaina. Su richiesta di Edgar Ross, John lo aiuta e insieme a Nastas, un nativo americano che è diventato un informatore dei bianchi, cercano di trattare con i nativi che si sono uniti alla banda di Dutch Van Der Linde. Dunque John, MacDougal e Nastas organizzano un incontro con questi nativi, ma loro, non volendo sentire ragione, aprono il fuoco uccidendo Nastas. John protegge MacDougal da Dutch e la sua banda e dopo una rocambolesca fuga sui tetti di Blackwater, i due arrivano alla stazione ferroviaria vicina dove il professore potrà prendere un treno per tornare all'università.
In Undead Nightmare, il professore ritorna nel New Austin per studiare la strana pestilenza che resuscita i morti e viene divorato da Nastas, ormai morto e divenuto zombie. Si trasformerà in zombie e verrà ucciso da John.

### Nastas
- Voce di: Benjamin Byron Davis[2]
- Anno di nascita: ?
- Anno di morte: 1911
- Prima apparizione: Portare gli uni i pesi degli altri
- Ultima apparizione: Per scopi puramente scientifici

Nastas è un nativo americano cresciuto in una riserva. Parla perfettamente l'inglese, dato che è stato istruito da uomini bianchi. È disgustato dal fatto che i suoi compagni di tribù si siano uniti alla banda di Dutch Van Der Linde e così diventa un informatore del Bureau, passando preziose informazioni agli agenti federali. Viene catturato dalla banda di Dutch e usato come esca per attirare Edgar Ross, Archer Fordham e John Marston in una trappola. I tre fortunatamente riusciranno a salvare sé stessi e Nastas, che essendo stato ferito, sarà portato dal professore Harold MacDougal per essere curato. In seguito Nastas aiuterà John e il professore a trovare la fortezza dove si nasconde Dutch e a trattare con i nativi della sua banda. Dunque Nastas, John e Macdougal organizzano un incontro con questi nativi, ma loro, non volendo sentire ragione, aprono il fuoco uccidendo Nastas. John lo vendicherà sparando al suo assassino e salverà il professore dagli aggressori.
In Undead Nightmare, Nastas ritorna in vita grazie all'epidemia sotto forma di zombie e infetta Harold MacDougal. Verranno entrambi uccisi da John a Blackwater.

## Antagonisti

### Edgar Ross
- Voce di: Jim Bentley[1]
- Anno di nascita: 1854
- Anno di morte: 1914
- Prima apparizione: Esodo in America
- Ultima apparizione: Ricorda la mia famiglia

Edgar Ross è un agente dell'ente federale chiamato Bureau of Investigation (che diventerà la moderna FBI). È lui, effettivamente, il vero antagonista di John Marston. Lui e il suo socio Archer Fordham hanno ricevuto una missione dal governatore Nate John, ovvero quella di distruggere la banda di Dutch Van Der Linde e i suoi ex membri. Ross, così, ha l'idea di rapire la famiglia di John Marston, fuorilegge redento che faceva parte della banda, per costringerlo a fare il lavoro sporco cioè catturare o uccidere Bill Williamson, ex braccio destro di Dutch, Javier Escuella e lo stesso Dutch Van Der Linde. John, senza nessun aiuto da parte di Ross, dopo molte avventure riesce a uccidere Williamson ed Escuella (nel gioco si ha la possibilità di scegliere se catturare o uccidere Escuella, comunque molto probabilmente anche se non si uccide Escuella, sarà condannato a morte). Infine John lavorerà assieme a Ross e Fordham nell'ultima fase del gioco per combattere Dutch, che nel frattempo ha formato una nuova banda con i nativi americani e si è nascosto in una fortezza in mezzo ai monti innevati del West Elizabeth. Ross, Fordham, John e alcuni soldati americani assaltano così la fortezza e riescono ad avere la meglio sulla banda. Alla fine, Dutch si suicida davanti a John, capendo di non avere alternative. Così Edgar Ross lascia tornare John dalla sua famiglia. Ma Ross non può lasciare vivere John Marston, deve ubbidire agli ordini e ucciderlo per cancellare definitivamente la banda di Dutch. Così dopo pochi giorni, insieme a dozzine di soldati Ross assalta il ranch dove John vive insieme alla famiglia. Durante lo scontro muore lo Zio, ma John riesce a mettere in salvo sua moglie e suo figlio Jack. Rimasto da solo, John non ha più nessuna speranza e viene massacrato dai soldati. Edgar Ross assiste alla scena con un ghigno e fumando un sigaro. Così Ross, manipolando e poi uccidendo John, riesce a compiere la sua missione. Si ritira in pensione e vive gli ultimi anni della sua vita insieme alla moglie. Ma tre anni dopo l'uccisione di John, il figlio Jack cerca vendetta e si mette sulle tracce di Ross. I due si incontreranno al confine con il Messico, dove Ross stava pescando. Qui, dopo un breve dialogo i due si sfidano a duello. Il duello viene vinto da Jack che spara alcuni colpi di pistola, uccidendo Ross e placando così la sua sete di vendetta.

### Archer Fordham
- Voce di: David Wilson Barnes[2]
- Anno di nascita: 1881
- Anno di morte: ?
- Prima apparizione: Esodo in America
- Ultima apparizione: E la verità ti renderà libero

Archer Fordham è un giovane agente dell'ente federale chiamato Bureau of Investigation. È ambizioso e ha le idee chiare. È il socio di Edgar Ross ed è sempre insieme a lui dappertutto. Lui è in grado, a differenza di Ross, di guidare le prime automobili che iniziano a sfrecciare nelle strade polverose del selvaggio West. Insieme a Ross, nello spazio temporale narrato nel gioco, si occupa dell'incarico impartito dal governatore Nate John, ovvero quella di distruggere la banda di Dutch Van Der Linde e i suoi ex membri. Accompagnerà Ross e John nella battaglia finale contro Dutch. Stranamente non sarà presente nell'assalto al ranch della famiglia Marston (probabilmente perché contrario o disgustato dall'idea di Ross di uccidere John dopo che aveva lavorato per loro) e il suo futuro è ignoto.

### Dutch van der Linde
- Voce di: Benjamin Byron Davis[1]
- Anno di nascita: 1855
- Anno di morte: 1911
- Prima apparizione: I grandi uomini non sempre sono saggi
- Ultima apparizione: E la verità ti renderà libero

Dutch è uno dei personaggi più importanti del gioco. Della sua infanzia non si sa nulla, ma nel 1890 diventa un criminale e crea una gang di cui faranno parte Bill Williamson, Hosea Metthews, Javier Escuella, Abigail, Arthur Morgan e John Marston (e altri personaggi presenti nel prequel red dead redemprion 2). Dutch diventa un mentore per i componenti della banda e insegna a John a leggere e a usare le armi. È un abile oratore e crede fortemente nelle sue idee. Con la sua banda si dedicherà per lo più a rapine ai ricchi per dare ai poveri e bisognosi. Ma certamente molte rapine finivano male e la banda commetteva molti omicidi, tra innocenti e poliziotti, e altri crimini. Con il tempo la sanità mentale di Dutch viene meno e decide di abbandonare il gruppo. Qualche tempo dopo, Dutch forma un nuovo gruppo arruolando nativi americani infuriati con i bianchi e si stanzia in una fortezza sulle vette di Cochinay nel West Elizabeth. John Marston, pressato dall'agente federale Edgar Ross che ha rapito la sua famiglia, si mette sulle tracce di Dutch. I due si incontrano diverse volte prima della battaglia finale, durante questi incontri, i due passano molto tempo a parlare e John esita a sparare a Dutch, essendo ancora legato emotivamente a lui. Alla fine, il fortino di Dutch sarà attaccato da John insieme a Edgar Ross e alcuni soldati americani. La banda di Dutch viene sconfitta dai soldati e Dutch si ritrova ancora una volta a faccia a faccia con John. Durante questo confronto, John non riesce a premere il grilletto, vedendo Dutch disarmato, ferito e ancora un po' legato alla sua figura. Proprio lui racconta come nella sua vita non abbia fatto altro che combattere per cercare di cambiare le cose. Continua dicendo che anche se è impossibile cambiare le cose lui non ha smesso di combattere, perché combattere è nella sua stessa natura. Concluderà dicendo: "il nostro tempo è passato, John." alludendo al fatto che oltre alla sua vita, è finito il periodo del selvaggio West, dei fuorilegge, degli uomini senzanome poiché il governo sta riuscendo nel governare questi territori selvaggi e a distruggere le bande criminali. E anche dopo la sua morte, gli agenti governativi dovranno trovare qualcuno altro per giustificare il loro stipendio. Terminato il dialogo, Dutch si suiciderà buttandosi dal precipizio sul quale si trovavano.

### Bill Williamson
- Voce di: Steve J. Palmer[1]
- Anno di nascita: 1868
- Anno di morte: 1911
- Prima apparizione: Esodo in America
- Ultima apparizione: Il momento stabilito

Bill Williamson è stato, insieme a John e Javier Escuella, un membro della banda di Dutch Van Der Linde. È un uomo molto violento, sporco e crudele. Dopo che Dutch ha sciolto la gang, Bill si mette in proprio e forma una nuova banda. Il suo covo è un vecchio forte indiano chiamato Fort Mercer. Il suo braccio destro è Norman Deek. Con la sua banda instaura un regime di terrore nel territorio del New Austin e i cittadini della zona hanno molta paura di lui. Bill diventa il primo bersaglio di John Marston quando, sotto pressione dell'agente federale Edgar Ross che ha rapito la sua famiglia, deve uccidere i suoi vecchi compagni di banda. John cerca ingenuamente di parlare pacificamente con Bill, ma il solo risultato che ottiene è quello di farsi sparare e di essere abbandonato per strada. John, quindi, organizza un piano, e con l'aiuto dello sceriffo Johnson e dei suoi soci, di Nigel West Dickens, Seth e dell'Irlandese, assalta Fort Mercer sterminando la banda di Bill. Bill, però, riesce a scappare e si rifugia in Messico aiutato da Javier Escuella. Bill e Javier pagano
il colonnello Allende per avere protezione. Javier si nasconde nella fortezza dell'esercito messicano El Presidio mentre Bill si rifugia nel palazzo di Allende. John segue Bill in Messico e, dopo varie avventure e con l'aiuto dei ribelli messicani, riesce a trovare entrambi. Prima cattura/uccide Javier Escuella e dopo assalta, insieme ai ribelli, il palazzo lussuoso di Allende. Allende e
Bill cercano di scappare su un carro, ma vengono fermati da John e Abraham Reyes, il capo dei ribelli. Allende, sperando di essere risparmiato, cerca di consegnare Bill ai due. Ma Abraham Reyes e John uccidono entrambi senza pietà.

### Norman Deek
- Voce di: James Carroll[2]
- Anno di nascita: 1868
- Anno di morte: 1911
- Prima apparizione: Risparmia i colpi, vizia il bandito
- Ultima apparizione: L'impiccagione di Bonnie MacFarlane

Norman Deek è un membro della nuova banda di Bill Williamson, praticamente è il suo braccio destro. Similmente a Bill, è un uomo violento, grezzo e crudele. Verrà catturato e arrestato dallo sceriffo Johnson durante uno scontro con alcuni degli uomini di Williamson, al fine di ottenere informazioni. Qualche giorno dopo, però, Bonnie MacFarlane viene rapita dalla banda di Williamson per essere usata come merce di scambio per riavere Norman. Lo scambio, in realtà, è una trappola per cercare di uccidere lo sceriffo e John. Gli uomini di Bill aprono il fuoco contro lo sceriffo e Norman Deek, trovandosi tra i due gruppi, viene ucciso dai suoi stessi compagni.

### Javier Escuella
- Voce di: Antonio Jaramillo[1]
- Anno di nascita: 1873
- Anno di morte: 1911
- Prima apparizione: I cancelli di El Presidio
- Ultima apparizione: I cancelli di El Presidio

Javier Escuella è un messicano che ha fatto parte della banda di Dutch Van Der Linde insieme a John e a Bill Williamson. Prima di entrare nella banda di Dutch è stato un ribelle messicano. Dopo lo scioglimento della banda inizia a lavorare per il governo messicano diventando un assassino a pagamento e così conosce il colonnello Augustín Allende. Javier accoglie Bill Williamson in Messico quando cerca di fuggire da John Marston, che sotto pressione di un agente federale deve trovare e uccidere gli ex membri della banda di Dutch. Javier, capendo di essere in pericolo, si rifugia nella fortezza dell'esercito messicano El Presidio. John riesce a trovarlo con l'aiuto dei ribelli messicani. A questo punto, il giocatore può scegliere se catturare Escuella o ucciderlo. Se si sceglierà di catturarlo, sarà condannato a morte.

### Colonnello Agustín Allende
- Voce di: Gary Carlos Cervantes[2]
- Anno di nascita: 1858
- Anno di morte: 1911
- Prima apparizione: La bevanda del demonio
- Ultima apparizione: Il momento stabilito

Agustín Allende è il colonnello della legione messicana nella provincia del Nuevo Paraiso. È un tiranno crudele che ama abusare sessualmente delle ragazze che vengono catturate dai suoi uomini. I suoi tirapiedi sono i capitani Espinoza e De Santa. Proprio quest'ultimo conosce John e lo presenta al colonnello. Allende e De Santa, con la promessa di consegnargli Williamson ed Escuella, sfruttano l'abilità di John a proprio vantaggio in molte occasioni per combattere i ribelli. In realtà è proprio Allende che protegge Bill Williamson ed Escuella. Però dopo che John salva il leader dei ribelli Abraham Reyes su richiesta di Luisa, Allende tradisce John e ordina a Espinoza e De Santa di ucciderlo nella città di Chuparosa. Ma il piano fallisce quando Abraham Reyes e i suoi ribelli arrivano nella città salvando John e aprendo il fuoco contro i soldati messicani. La battaglia si conclude con la sconfitta dei soldati e la morte del capitano Espinoza. Tempo dopo, John, Abraham Reyes e il suo esercito di ribelli attaccano la villa di Allende, dove si nasconde anche Williamson. Allende e Bill cercano di scappare su un carro, ma vengono fermati da John e Reyes. Allora Allende spera di scambiare Williamson per la sua libertà, ma Reyes e John uccidono entrambi senza pietà.

### Capitano Vicente De Santa
- Voce di: Hector Luis Bustamante[1]
- Anno di nascita: 1878
- Anno di morte: 1911
- Prima apparizione: Civiltà, a qualsiasi costo
- Ultima apparizione: La caduta del capitano De Santa

Vicente De Santa è un capitano dell'esercito messicano e tirapiedi del colonnello Allende. È in forte rivalità con l'altro capitano, Espinoza. De Santa è uno dei primi contatti per John Marston quando lui arriva in Messico. De Santa promette a John di consegnargli Bill Williamson e Javier Escuella, in cambio del suo aiuto nella guerra contro i ribelli. In realtà Williamson ed Escuella, sono protetti proprio dal governo messicano. Dopo aver aiutato l'esercito messicano in alcune battaglie, John viene tradito da Allende e De Santa e viene quasi ucciso. Per fortuna, Abraham Reyes e i suoi ribelli arrivano in tempo per salvarlo. In seguito, John scopre che De Santa sta supervisionando un'esecuzione a El Sepulcro. Così, insieme ai ribelli, sorprende De Santa e lo cattura. Torturandolo, John riesce a farsi dire dove si nasconde Escuella (più tardi si scoprirà che De Santa mentiva). Infine, il giocatore può scegliere se uccidere De Santa o lasciare che lo facciano i ribelli.
In Undead Nightmare, De Santa è il boss del cimitero di El Sepulcro e può essere ucciso da John.

### Capitano Espinoza
- Voce di: David Anzuelo[2]
- Anno di nascita: ?
- Anno di morte: 1911
- Prima apparizione: La bevanda del demonio
- Ultima apparizione: I codardi muoiono più volte

Espinoza è un capitano dell'esercito messicano. È un uomo molto violento, ma anche coraggioso. Non gli interessano gli affari di palazzo del colonnello Allende e del capitano De Santa, con cui è in forte rivalità. È un militare ligio al dovere con un buon rapporto con i suoi soldati. John Marston lo incontra per la prima volta durante la battaglia di Tesoro Azul, dove Espinoza comanda l'attacco contro un villaggio ribelle. In seguito, John aiuta Espinoza nella battaglia di Torquemada e nella protezione di un treno carico di munizioni per l'esercito. Dopo che John salva il leader dei ribelli, Abraham Reyes, come favore a una sua amica, Luisa Fortuna, Allende tradisce John e ordina a Espinoza e De Santa di ucciderlo. John viene attirato in una trappola nella città di Chuparosa, dove crede che Bill Williamson e Javier Escuella siano stati catturati. Fortunatamente per lui, Abraham Reyes e i suoi ribelli irrompono nella città e lo salvano per un pelo. I soldati messicani vengono sconfitti e durante la battaglia Espinoza viene ucciso da John.

## Personaggi secondari e minori

### Jake
- Voce di: Barry Lynch[2]
- Anno di nascita: ?
- Anno di morte: ?
- Prima apparizione: Esodo in America
- Ultima apparizione: Esodo in America

Jake è il primo personaggio con cui John parlerà nel gioco. È un uomo abbastanza anziano che passa il suo tempo libero nel saloon di Armadillo con le prostitute. Jake incontra John nella città di Armadillo, dove si offre di fargli da guida per portarlo a Fort Mercer, il covo della banda di Bill Williamson. Dopo questo incontro, Jake non apparirà più nel gioco.

### Amos
- Voce di: Dan Campbell[2]
- Anno di nascita: ?
- Anno di morte: ?
- Prima apparizione: Esodo in America
- Ultima apparizione: Vecchi amici, nuovi problemi

Amos è uno dei braccianti che lavorano nel ranch della famiglia MacFarlane. È un potenziale futuro sposo di Bonnie MacFarlane, figlia del proprietario del ranch. Amos, però, viene inizialmente rifiutato da Bonnie, che lo considera un tipo "selvaggio".

### Jonah
- Voce di: Brad Carter[2]
- Anno di nascita: ?
- Anno di morte: ?
- Prima apparizione: Realtà politiche ad Armadillo
- Ultima apparizione: L'assalto a Fort Mercer

Jonah è uno dei vicesceriffi della città di Armadillo. Jonah è il primo "uomo di legge" che John incontra nel gioco. Non molto intelligente, crede che John sia un criminale e i due arrivano quasi ad avere un duello che viene interrotto dallo sceriffo Leigh Johnson. Nei loro successivi incontri, John e Jonah, continuano ad avere dei battibecchi. Jonah partecipa all'assalto a Fort Mercer, dove combatte contro gli uomini di Williamson. In seguito, non apparirà più all'interno del gioco.
In Undead Nightmare Jonah ed Eli vengono infettati e trasformati in zombie. Entrambi vengono trovati e uccisi da John su richiesta dello sceriffo Leigh Johnson.

### Aquila
- Voce di: Murphy Guyer
- Anno di nascita: ?
- Anno di morte: ?
- Prima apparizione: Non dirai falsa testimonianza, se non per profitto
- Ultima apparizione: Non dirai falsa testimonianza, se non per profitto

Aquila è un uomo corpulento che lavora a Ridgewood Farm. Egli è scettico, altamente sospetto e non sopporta di essere smentito. Appare durante la presentazione occidentale di Dickens a Ridgewood Farm, che John utilizza per eseguire incredibili gesta dicendo che gliele permette l'elisir che sta mostrando alle persone. Aquila, a differenza della folla, è scettico verso l'elisir e non è d'accordo che John abbia compiuto un miracolo, pertanto lo sfida a sparare a un oggetto in aria: Aquila lancia così il suo cappello, dicendo a John di sparare a quest'ultimo. Quando John lo fa, Aquila si arrabbia e lo sfida a una scazzottata. Quando Aquila perde l'incontro, egli trae la sua pistola, spaventando la folla, ma viene prontamente disarmato da John. Alla fine poi Aquila si unisce alla folla vicino al tavolo con l'elisir dicendo "Una bottiglia non farà male a nessuno, immagino", dimostrando di essere stato anch'egli convinto da John.

### Walton Lowe
- Voce di: PJ Sosko[2]
- Anno di nascita: ?
- Anno di morte: 1911
- Prima apparizione: Realtà politiche ad Armadillo
- Ultima apparizione: Realtà politiche ad Armadillo

Walton Lowe è un criminale a capo di una piccola banda. John combatte contro di lui e la sua gang durante la prima missione per conto dello sceriffo Leigh Johnson. Durante la missione, John e lo sceriffo massacrano la banda e alla fine, il giocatore può scegliere se uccidere Walton o catturarlo. Se catturato, verrà condannato a morte per i suoi crimini.

### Eli
- Voce di: Frank Noon[2]
- Anno di nascita: ?
- Anno di morte: ?
- Prima apparizione: Giustizia a Pike's Basin
- Ultima apparizione: L'assalto a Fort Mercer

Eli è uno dei vicesceriffi della città di Armadillo, collega di Jonah. Rispetto al suo collega, Eli è più educato e competente, ma anche più goffo. Eli accompagna lo sceriffo Johnson, Jonah e John in alcune battaglie contro criminali locali e infine anche nell'assalto a Fort Mercer. In seguito, non apparirà più all'interno del gioco.
In Undead Nightmare Eli e Jonah, diventati entrambi zombie, vengono uccisi da John, che li cercava su richiesta dello sceriffo Leigh Johnson.

### Moses Forth
- Voce di: John Bellah[2]
- Anno di nascita: ?
- Anno di morte: ?
- Prima apparizione: L'esumazione e altri simpatici hobby
- Ultima apparizione: L'esumazione e altri simpatici hobby

Moses Forth è un cacciatore di tesori che ha lavorato insieme a Seth Briars. Insieme, hanno trovato metà di una mappa del tesoro, ma Moses, avido, ha tradito Seth e si è tenuto la mappa tutta per sé. Anche a causa di questo, Seth diventa pazzo e inizia a coltivare un odio profondo verso Moses. Nel frattempo, Moses viene arrestato per profanazione di tombe e furto. Viene raggiunto da Seth che, con l'aiuto di John, lo libera per torturarlo e farsi dire dove ha nascosto la metà della mappa. Dopo questo avvenimento, Moses non viene più mostrato nel gioco e il suo futuro è ignoto.
In Undead Nightmare, Moses Forth è diventato uno zombie e si trova in compagnia di Seth Briars con il quale gioca a carte. Sebbene Moses non attacchi Seth, sembra non gradire il suo comportamento.

### Raúl Zubieta
- Voce di: Hector Ruiz Atreyu[2]
- Anno di nascita: ?
- Anno di morte: 1911
- Prima apparizione: Il momento stabilito
- Ultima apparizione: Il momento stabilito

Zubieta è un sergente dell'esercito messicano. Appare durante la battaglia di Escalera, dove si scontrano i ribelli (guidati da Reyes) e l'esercito messicano. Insieme a due suoi uomini, riesce a catturare Reyes. Interviene John, che prima cerca di liberare Reyes parlando pacificamente con i soldati ma poi, vedendo Luisa morire a causa di Zubieta e dei militari nel tentativo di liberare l'ostaggio, perde la pazienza e uccide velocemente i due soldati che affiancavano il sergente. In seguito, lo sfida a duello e lo uccide.

### Leander Holland (il Francese)
- Voce di: Daron McFarland[2]
- Anno di nascita: ?
- Anno di morte: 1911
- Prima apparizione: Un francese, un gallese e un irlandese
- Ultima apparizione: Un francese, un gallese e un irlandese

Il Francese (Leander Holland) e il Gallese (Alwyn Lloyd) sono due ex soci dell'Irlandese che, essendo stati derubati da lui, lo torturano e lo vogliono uccidere. Per fortuna dell'Irlandese, John arriva in tempo e lo salva, uccidendo il gallese e poi il francese.

### Alwyn Lloyd (il Gallese)
- Voce di: Paul Mullan[2]
- Anno di nascita: ?
- Anno di morte: 1911
- Prima apparizione: Un francese, un gallese e un irlandese
- Ultima apparizione: Un francese, un gallese e un irlandese

Il Francese (Leander Holland) e il Gallese (Alwyn Lloyd) sono due ex soci dell'Irlandese che, essendo stati derubati da lui, lo torturano e lo vogliono uccidere. Per fortuna dell'Irlandese, John arriva in tempo e lo salva, uccidendo il gallese e poi il francese.

### Shaky
- Voce di: Joshua Bass[2]
- Anno di nascita: ?
- Anno di morte: ?
- Prima apparizione: Nel territorio di Shaky
- Ultima apparizione: Nel territorio di Shaky

Shaky è un commerciante di armi balbuziente, socio dell'Irlandese. Appare solo in una missione, in cui John lo salva da alcuni aggressori. Shaky procurerà dei pezzi di ricambio per la mitragliatrice Gatling che John e l'Irlandese si sono procurati.

### Andreas Muller
- Voce di: Thomas Mikusz[2]
- Anno di nascita: 1868
- Anno di morte: 1911
- Prima apparizione: Fortunato in amore
- Ultima apparizione: Fortunato in amore

Muller è un cercatore d'argento tedesco. John lo incontra a Chuparosa, dove giocano a poker insieme a Landon Ricketts. Muller non è molto bravo e viene continuamente battuto da Ricketts e da John. Questo lo farà innervosire e accusando ingiustamente John di barare, lo sfiderà a duello. Ovviamente il duello viene vinto da John che spara a Muller, uccidendolo.

### Miranda Fortuna
- Voce di: Rebecca Soler[2]
- Anno di nascita: 1898
- Anno di morte: ?
- Prima apparizione: Il guardiano di mia sorella
- Ultima apparizione: Il guardiano di mia sorella

Miranda Fortuna è la sorella tredicenne di Luisa Fortuna. A differenza di sua sorella, è troppo giovane per combattere la guerra e viene momentaneamente allontanata dal Messico per essere protetta, in quanto essendo parente di ribelli, rischierebbe la vita. Su richiesta di Luisa, John l'accompagnerà nel suo viaggio, proteggendola dai soldati messicani.

### Capitano dell'esercito americano
- Voce di: Juan Aller[2]
- Anno di nascita: ?
- Anno di morte: ?
- Prima apparizione: E conoscerai la verità
- Ultima apparizione: L'ultimo nemico che sarà distrutto

Il capitano dell'esercito americano è un uomo che accompagna John nelle ultime due missioni del penultimo capitolo del gioco. I due, insieme a Edgar Ross, Archer Fordham e alcuni suoi soldati americani, combatteranno contro la banda di Dutch. John e il capitano, mentre si stanno dirigendo verso il covo di Dutch, scambiano alcune battute. Si viene a sapere, così, che il capitano non approva il comportamento di Edgar Ross anche se è costretto ad ubbidire ai suoi ordini.

### Lo Strano Tizio
- Voce di: Brennan Brown[3]
- Anno di nascita: ?
- Anno di morte: ?
- Prima apparizione: Ti conosco
- Ultima apparizione: Ti conosco

Lo strano tizio è un uomo, molto enigmatico, che John incontrerà tre volte durante la missione secondaria "Ti conosco". La missione può essere giocata solo nei panni di John, e non con Jack. John incontra il tizio per la prima volta in America nella regione chiamata New Austin, in una landa desolata. Qui, lo strano tizio saluta John come un vecchio amico e dà prova di conoscere a fondo John, il suo passato e i suoi desideri, mentre lui è ignaro di chi egli sia. Lo strano tizio mette alla prova John, dicendogli che al saloon di Thieves' Landing troverà un uomo che sta per tradire sua moglie con una prostituta. Lo strano tizio dice a John di parlare con l'uomo. John arrivato nel saloon trova come previsto l'uomo in compagnia della prostituta e può decidere di fermare l'uomo, parlandogli, o di incoraggiarlo a tradire la moglie dandogli dei soldi. Dopo molto tempo, John incontra nuovamente lo strano tizio in Messico. Qui, dopo alcune frasi enigmatiche, informa John che a Las Hermanas c'è una suora che sta raccogliendo soldi per i poveri. John vuole sapere l'identità dello strano tizio, ma viene congedato. Così, John si reca dalla suora e qui può decidere di dare dei soldi alla suora o di rubare quello che ha raccolto. Infine, John incontra lo strano tizio per l'ultima volta nel West Elizabeth, vicino al suo ranch, nel luogo dove sarà sepolto in futuro da Jack e Abigail. Qui, di nuovo lo strano tizio parla per enigmi, facendo perdere la pazienza a John che, estratta la pistola, spara alcuni colpi verso l'uomo. Ma l'uomo non si fa nulla e, camminando, sparisce nel nulla lasciando John perplesso. In molti si sono interrogati sull'identità dell'uomo: alcuni credono che sia la coscienza di John, altri che sia Dio, il Diavolo o la personificazione della morte. Sono state avanzate anche alcune ipotesi sul fatto che potrebbe essere il fantasma del padre di John.